# 徳川治国
- 徳川 治国
- 德川 治國

徳川 治国（とくがわ はるくに）は、江戸時代中期の御三卿・一橋徳川家の世子。

## 略歴
安永5年（1776年）5月11日、徳川治済の次男として誕生。母は丸山氏。幼名は力之助。天明元年（1781年）5月18日、兄・豊千代（のち11代将軍・徳川家斉）が10代将軍・徳川家治の養子となったため、同年7月18日、治国が一橋徳川家の世子となる。
天明6年（1786年）5月15日に元服し、将軍・家治から偏諱を受けて治国と名乗り、刑部卿に任じられる。
天明7年（1787年）3月9日、従三位左近衛権中将に叙任される。同年4月15日、兄・家斉が将軍となった。寛政3年（1791年）12月15日、二条治孝の娘・隆子を正室とした。
寛政5年（1793年）4月8日、18歳で死去した。法号は敬宗院。
同年8月23日、長男・斉朝が誕生した。母は隆子。斉朝は、はじめ伯父・一橋斉敦の養子、のち、徳川宗睦の養子となり、尾張藩藩主を継いだ。
寛政11年（1799年）1月27日、弟・斉敦が一橋家を継いだ。